# المیرا شاهتختینسکایا

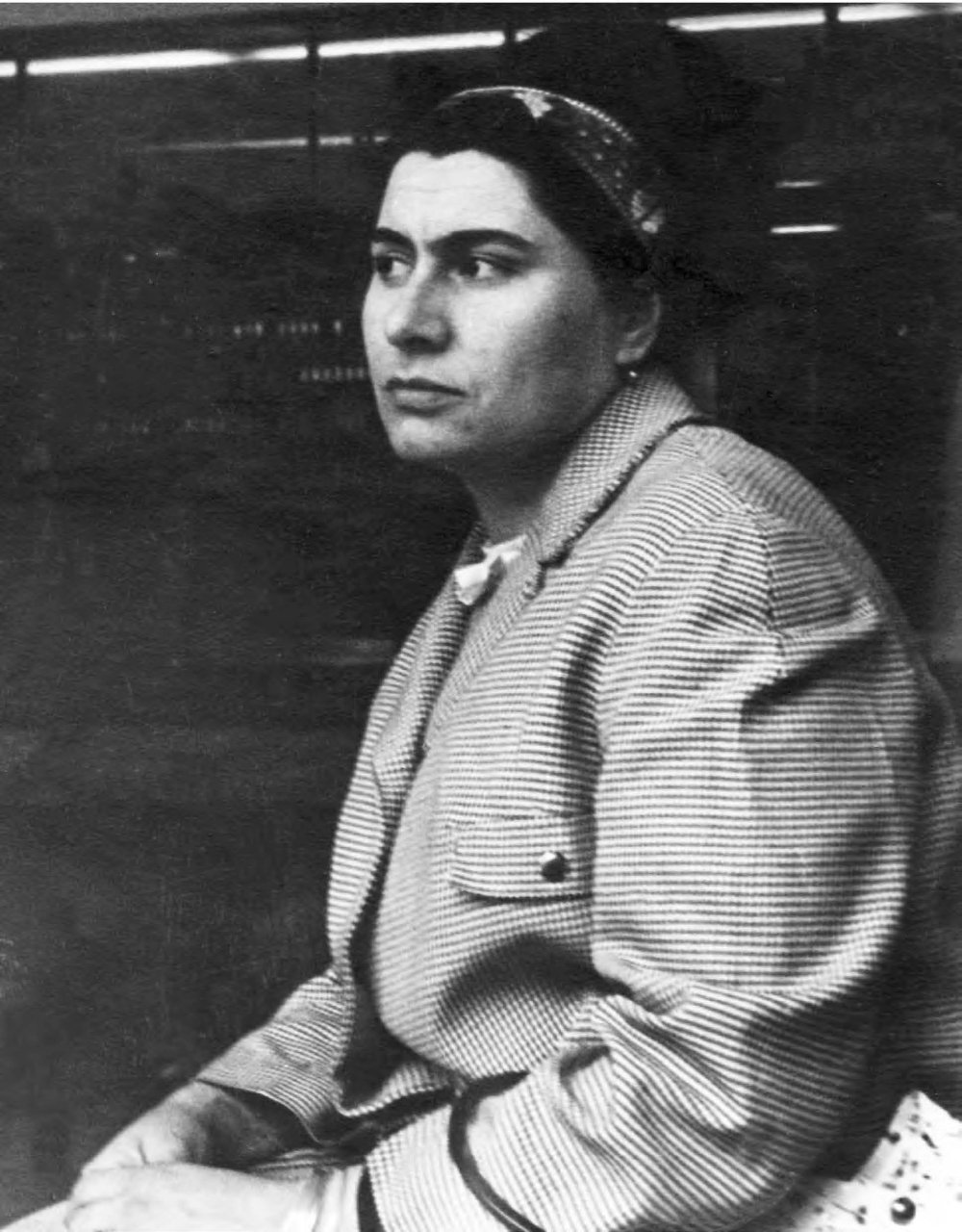
تصویر المیرا شاهتختینسکایا دهه ۱۹۶۰

المیرا شاهتختینسکایا (ترکی آذربایجانی: Elmira Həbibulla qızı Şahtaxtinskaya ; 25 اکتبر ۱۹۳۰ – ۱۳ اکتبر ۱۹۹۶) نقاش، هنر ارجمند جمهوری آذربایجان SSR و هنرمند خلق جمهوری آذربایجان SSR بود.

## زندگی
المیرا شاهتختینسکایا در ۲۵ اکتبر ۱۹۳۰ در باکو زاده شد و تحصیلات اولیه را در آن شهر گذراند. سپس در سال ۱۹۵۰ از دانشکده نقاشی که به افتخار عظیم عظیم زاده نامگذاری شده‌است، فارغ‌التحصیل شد. بعداً در سال‌های ۱۹۵۱–۱۹۵۶ در مؤسسه هنری سوریکوف مسکو تحصیل کرد. پایان‌نامهٔ او پوستر «۴۰ سال اکتبر» بود. او به آذربایجان بازگشت، در باکو زندگی و کار کرد.
المیرا شاهتختینسکایا با کار در ژانر پرتره به موفقیت رسید. در میان پرتره‌های معروفش، چهره‌های هنری از جمله «مسلم ماگومایف»، «حسین جاوید»، «عارف مالکوف»، «فکرت امیروف»، «عزییرحاجی‌بی‌اف»، «ستار بهلول‌زاده» و غیره بیشتر مورد توجه قرار گرفتند.
در سال ۱۹۶۳ عنوان «خادم هنر افتخاری آذربایجان» و در سال ۱۹۷۷ عنوان هنرمند خلق آذربایجان به او اعطا شد.
در اواخر دههٔ ۱۹۸۰، او نقاشی از مناظر را آغاز کرد. او نه تنها مناظر سرزمین مادری خود (باکو، منطقه زقاتالا)، بلکه همچنین از منطقه مسکو، دریای سیاه، لندن، پراگ، استکهلم و غیره را نیز به تصویر کشید. از معروف‌ترین نقاشی‌های او در این ژانر، "درخت پیر"، "در شاگان قدیمی"، "شوشا-ایزابولاگ"، "در جنگل پیر گولو"، "در ساحل بیلگیا"، " صخره‌ها، «قلعه باستانی»، «کوه‌های نزدیک شکی» شایان ذکر هستند.
شاهتختینسکایا در دهه ۱۹۷۰، مجموعه پوستر «آذربایجان سرزمین فرهنگ باستانی است «مجموعه ای از پرتره دانشمندان آذربایجانی، شخصیت‌های ادبی و هنری، ماشین آلات و «در چکسلواکی» (۱۹۵۷)، مجموعه «باکو سوسیالیست» (۱۹۵۸–۱۹۵۸) ۱۹۵۹)، «بلغارستان» (۱۹۶۳) و «تعطیلات نوروز» (۱۹۷۰) را خلق کرد نمایشگاه‌های شخصی او در مسکو (۱۹۵۷)، کاوناس (۱۹۶۷)، باکو (۱۹۶۷، ۱۹۸۹)، نخجوان (شهر) (۱۹۷۹) به نمایش گذاشته شد. در این سال به المیرا شاهتختینسکایا «نشان افتخار» اهدا شد.
این هنرمند در ۱۳ اکتبر ۱۹۹۶ در مسکو درگذشت و در کوچه افتخار باکو به خاک سپرده شد. فیلم مستند در مورد این هنرمند در سال ۲۰۱۰ ساخته شد.